# Tim Rummens
Tim Rummers (Leuven, 16 de dezembro de 1987) é um atleta belga, que começou sua carreira em salto em altura. Membro da Daring Club Leuven Atletiek, Rummens ganhou diversos prêmios no 400 metros rasos.